# Échelle Rømer
Pour les articles homonymes, voir Rømer.

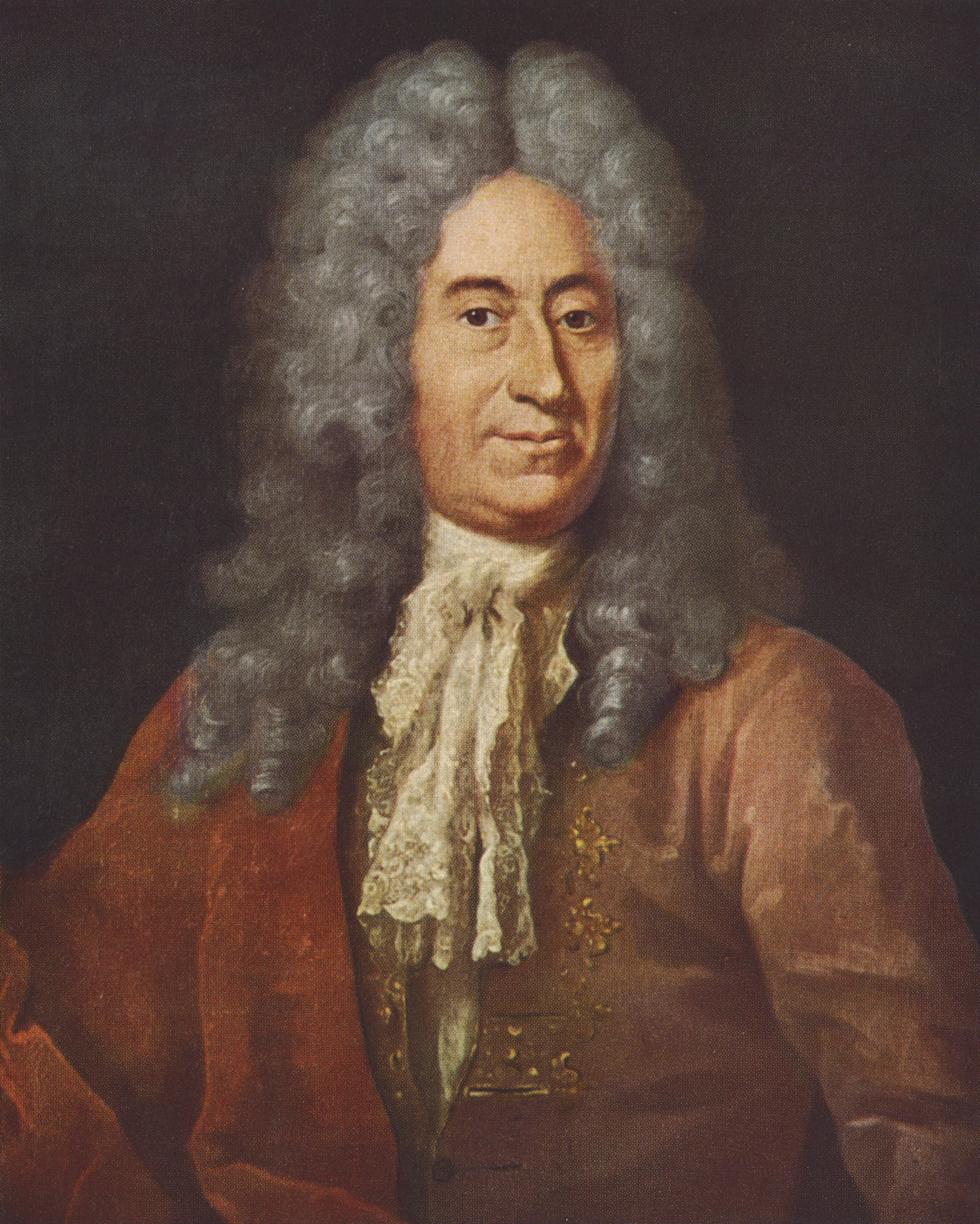
Ole Christener Rømer (1644-1710), astronome danois.

Le Rømer (aussi appelé Roemer) est une échelle de température élaborée par l'astronome, physicien et fabricant d'instruments de mesure danois Ole Christensen Rømer en 1701.
En 1701, Isaac Newton (1642–1727) avait suggéré que la température moyenne du corps humain et le point de congélation de l'eau servent de points fixes pour calibrer les thermomètres. Rømer n'a pas publié la méthode qu'il utilisa (ou bien ces notes ont disparu dans l'incendie de Copenhague de 1728), mais en 1708 Daniel Gabriel Fahrenheit lui rendit visite, le regarda travailler, et consigna ses observations.
Le zéro aurait d'abord été établi par le point de congélation d'une saumure d'eau, de glace et de chlorure d'ammonium. Le point d'ébullition de l'eau a ensuite été fixé à 60 degrés. Rømer constata alors que le point de congélation de l'eau tombait aux alentours du huitième de cette valeur (7,5 degrés), aussi utilisa-t-il cette valeur comme second point fixe. Ainsi l'unité de cette échelle, le degré Rømer, vaut 40/21 d'un kelvin (ou d'un degré Celsius).
Fahrenheit améliora l'échelle, augmentant entre autres le nombre de divisions et établit en 1724 l'échelle qui porte maintenant son nom : le degré Fahrenheit.
Le symbole est parfois donné comme étant °R, mais ce symbole est aussi parfois utilisé pour le degré Rankine ; il faut donc préférer l'autre symbole °Rø.

## Autres échelles
Différentes échelles sont utilisées pour mesurer la température : l’échelle Newton (établie vers 1700), Rømer (1701), Fahrenheit (1724), Réaumur (1731), Delisle (1738), centigrade (de Celsius) (1742), Rankine (1859), kelvin (1848), Leyden (ca. 1894 ?), Celsius (1948).
| Échelle → Température ↓                                                             | Kelvin          | Celsius       | Centigrade (historique) | Fahrenheit | Fahrenheit | Fahrenheit     | Rankine         | Delisle | Newton | Réaumur | Rømer   |
| Échelle → Température ↓                                                             | Kelvin          | Celsius       | Centigrade (historique) | originelle | historique | actuelle       | Rankine         | Delisle | Newton | Réaumur | Rømer   |
| ----------------------------------------------------------------------------------- | --------------- | ------------- | ----------------------- | ---------- | ---------- | -------------- | --------------- | ------- | ------ | ------- | ------- |
| Zéro absolu                                                                         | 0               | −273,15       | −273,197                |            |            | −459,67        | 0               | 559,725 | −90,14 | −218,52 | −135,90 |
| Plus basse température naturelle relevée à la surface de la Terre par télédétection | 180,0           | −93,2         |                         |            |            | −135,8         | 323,9           | 289,8   | −30,8  | −74,6   | −41,4   |
| Mélange eau/sel de Fahrenheit                                                       |                 |               |                         | 0          |            |                |                 |         |        |         |         |
| Origine de l'échelle Celsius moderne                                                | 273,15          | 0             |                         |            |            | 32             | 491,67          | 150     | 0      | 0       | 7,5     |
| Point de fusion de l'eau (à pression atmosphérique)                                 | 273,150 089(10) | 0,000 089(10) | 0                       | 32         | 32         | 32,000 160(18) | 491,670 160(18) | ≈ 150   | ≈ 0    | ≈ 0     | ≈ 7,5   |
| Point triple de l'eau                                                               | 273,160 0(1)    | 0,010 0(1)    |                         |            |            | 32,018 0(18)   |                 |         |        |         |         |
| Température moyenne à la surface de la Terre                                        | 288             | 15            |                         |            |            | 59             | 518,67          | 127,5   | 4,95   | 12      | 15,375  |
| Température moyenne du corps humain                                                 | 309,95          | 36,8          |                         |            |            | 98,24          | 557,91          | 94,8    | 12,144 | 29,44   | 26,82   |
| Plus haute température naturelle enregistrée à la surface de la Terre               | 329,8           | 56,7          |                         |            |            | 134            | 593,67          | 67,5    | 18,7   | 45,3    | 33,94   |
| Point d'ébullition de l'eau (à pression atmosphérique)                              | 373,133 9       | 99,983 9      | 100                     | ≈ 212      | 212        | 211,971        | 671,641         | 0       | 33     | 80      | 60      |
| Point de fusion du titane                                                           | 1 941           | 1 668         |                         |            |            | 3 034          | 3 494           | −2 352  | 550    | 1 334   | 883     |
| Température estimée de la surface du Soleil                                         | 5 800           | 5 526         |                         |            |            | 9 980          | 10 440          | −8 140  | 1 823  | 4 421   | 2 909   |
| 1. 2. 3. 4.                                                                         |                 |               |                         |            |            |                |                 |         |        |         |         |